# 伊藤庸夫
伊藤 庸夫（いとう つねお、1941年 - ）は、東京都出身の実業家。TM ITO Ltd.代表取締役。主にスポーツにおけるマネージメントやコンサルティング業務を行っている。

## 来歴
東京都生まれ。中学までは東京の学校で過ごしている。また中学からサッカーを始める。
高校は埼玉県立浦和高等学校へ進学する。所属したサッカー部では福原黎三に指導を受けフォワード（ウイング）として活躍、犬飼基昭、竹嶋住夫（日立/JFA海外国際委員）、松本光弘（筑波大学名誉教授/サッカー部監督）らとプレーした。
大学は京都大学法学部へ進み、京都大学蹴球部でプレーした。
1966年、大学を卒業し、三菱重工業へ入社。三菱重工業サッカー部にはFWとして2年間在籍した。
以降は三菱重工での社業に専念し、1980年に三菱重工ロンドン事務所に転勤する。後に東芝インターナショナル・ヨーロッパ社に転職、その後退職し1989年ロンドンで個人会社TM ITO Ltd.を立ち上げスポーツマネージメントおよびコンサルタント業務に関わる。またロンドンに移り住んだ1980年から日本サッカー協会国際委員として長く活躍し、1990年代初頭にはJリーグ創設に向けたプロジェクトに参加している。
1994年、帰国しJリーグ・サンフレッチェ広島強化部長（国際担当部長、
GM業務全般は今西和男が担当）に就任する。同年には1stステージ優勝を経験している。1996年に退団、以降は2002 FIFAワールドカップ招致プロジェクトに参加している。
2004年から2006年までびわこ成蹊スポーツ大学で教授として教壇に立つ。
2007年、佐川急便東京SCと佐川急便大阪SCの合併によりSAGAWA SHIGA FCが創部されると、そのGMに就任する。3年間でJFL2度の優勝を飾っているが、2008年シーズンは監督人事をめぐり低迷している。2008年JFL評議会議長。

## 略歴
以下、2009年以降に公開している略歴を示す。
- 1966年：三菱重工業入社
- 1980年：三菱重工ロンドン事務所勤務
- 1980年 - 1994年：日本サッカー協会国際委員
- 1994年 - 1996年：サンフレッチェ広島強化部長
- 2004年 - 2006年：びわこ成蹊スポーツ大学スポーツマネージメント教授
- 2007年 - 2009年：SAGAWA SHIGA FCゼネラル・マネージャー
- 2008年 : ジャパンフットボールリーグ評議会議長

## 個人成績
| 国内大会個人成績 | 国内大会個人成績 | 国内大会個人成績 | 国内大会個人成績 | 国内大会個人成績 | 国内大会個人成績 | 国内大会個人成績 | 国内大会個人成績 | 国内大会個人成績 | 国内大会個人成績 | 国内大会個人成績 | 国内大会個人成績 |
| 年度             | クラブ           | 背番号           | リーグ           | リーグ戦         | リーグ戦         | リーグ杯         | リーグ杯         | オープン杯       | オープン杯       | 期間通算         | 期間通算         |
| 年度             | クラブ           | 背番号           | リーグ           | 出場             | 得点             | 出場             | 得点             | 出場             | 得点             | 出場             | 得点             |
| 日本             | 日本             | 日本             | 日本             | リーグ戦         | リーグ戦         | -                | -                | 天皇杯           | 天皇杯           | 期間通算         | 期間通算         |
| ---------------- | ---------------- | ---------------- | ---------------- | ---------------- | ---------------- | ---------------- | ---------------- | ---------------- | ---------------- | ---------------- | ---------------- |
| 1966             | 三菱             |                  | JSL              |                  |                  | -                | -                |                  |                  |                  |                  |
| 1967             | 三菱             |                  | JSL              |                  |                  | -                | -                |                  |                  |                  |                  |
| 通算             | 日本             | 日本             | JSL              |                  |                  | -                | -                |                  |                  |                  |                  |
| 総通算           | 総通算           | 総通算           | 総通算           |                  |                  | -                | -                |                  |                  |                  |                  |